# Phumosia nudiuscula
Phumosia nudiuscula este o specie de muște din genul Phumosia, familia Calliphoridae. A fost descrisă pentru prima dată de Jacques-Marie-Frangile Bigot în anul 1888. Conform Catalogue of Life specia Phumosia nudiuscula nu are subspecii cunoscute.